# 日産自動車販売
日産自動車販売
- かつて存在した、日産自動車のグループ企業（日産アルティア(現アルティア)）。
- 2011年に設立された日産自動車の販売会社。本項で紹介

日産自動車販売株式会社（にっさんじどうしゃはんばい）は、東京都に本社を置く日産自動車のレッド&ブルーステージ店である。

## 概説
日産特販株式会社として設立された当初は、東京都・神奈川県の法人（主にハイヤー・タクシー）主体の販売会社であった。後に、大阪府に本社を置く日産キャブ販売株式会社と合併して、全国各地に支店が開設され、主に、ハイヤー・タクシー・教習車・法人リース車を主体とした自動車販売を行っていた。
2011年4月1日、日産自動車と東日カーライフグループにおいて「法人顧客中心のディーラーは日産自動車が運営」「個人顧客中心のディーラーは東日カーライフグループが運営」と役割分担を決める。
これに伴い、 東京日産自動車販売・日産プリンス東京販売・日産プリンス西東京販売において東京都の販売網の再編成を実施。
- 3社の法人・業者販売部門を日産フリートに移管する。
- 3社の販売店で、法人需要の多い23区内の販売店を日産フリートに移管する。
- 日産プリンス西東京販売・日産プリンス東京販売の経営を日産ネットワークホールディングスから東日カーライフグループ（現・日産東京販売ホールディングス）に移管。

そして、日産フリートは、同日に現在の日産自動車販売株式会社に社名変更を行った。

## 沿革
- 1981年5月 - 日産特販株式会社設立
- 2007年4月1日 - 日産キャブ販売株式会社と合併
- 2008年4月1日 - 一部販売会社法人営業部門を統合し、日産フリート株式会社に商号変更
- 2011年4月1日 - 日産自動車販売株式会社に商号変更。同時に、東京23区中心部を中心とした一般ディーラーに生まれ変わる。

## 事業所
- 本社別館(東京タクシー部)
  - 東京都港区海岸3-18-17
- 札幌支社
  - 札幌市東区東苗穂2条3-2-5（札幌日産自動車 東苗穂店2階）
- 神奈川支店
  - 横浜市南区宿町2-44
- 名古屋支社
  - 名古屋市中川区山王2-2-24（日産プリンス名古屋販売 山王店3階）
- 大阪支社
  - 大阪府豊中市上津島3-1-5
- 大阪タクシー部（旧・日産キャブ販売 本社）
  - 大阪府豊中市上津島3-1-5
- 堺支店（旧・日産キャブ販売 堺支店）
  - 大阪府堺市西区草部1132-2
- 京都支店（旧・日産キャブ販売 京都支店）
  - 京都市南区上鳥羽角田町10
- 兵庫支店（旧・日産キャブ販売 兵庫支店）
  - 神戸市長田区浜添通6-1-7
- 福岡支店
  - 福岡市博多区東比恵2-14-33（2階）

### 販売店
プリンス東京より移管
- 三田高輪店
  - 東京都港区三田二丁目17番20号
- 白金店
  - 東京都港区白金六丁目23番4号
- 九段店
  - 東京都千代田区九段南一丁目1番5号
- 文京店
  - 東京都文京区千石三丁目41番22号
- 三ノ輪店
  - 東京都台東区竜泉二丁目20番号
- 清洲橋店
  - 東京都江東区清澄一丁目4番5号
- 新宿店
  - 東京都新宿区大京町23番地
- 東中野店
  - 東京都中野区東中野三丁目14番20号
- 丸山店
  - 東京都新宿区西落合二丁目1番12号
- 池袋店
  - 東京都豊島区東池袋四丁目39番11号
- P'sステージ鹿浜
  - 東京都足立区椿二丁目2番5号

東京日産より移管
- 中央晴海店 - 東京都中央区晴海三丁目9番4号
- 台東店 - 東京都台東区元浅草二丁目6番6号
- 渋谷店 - 東京都渋谷区東二丁目16番10号
- 巣鴨店 - 東京都豊島区巣鴨四丁目31番8号
- 目白高田店 - 東京都豊島区高田二丁目7番2号

太洋日産より事業譲受
- 芝浦中央工場（日産・ハイパフォーマンスセンター認定） - 東京都港区芝浦四丁目2番19号